# Suatu
Suatu (in ungherese Magyarszovát) è un comune della Romania di 1 842 abitanti, ubicato nel distretto di Cluj, nella regione storica della Transilvania.
Il comune è formato dall'unione di 3 villaggi: Aruncuta, Dâmburile, Suatu.